# Oussama Marnaoui
Oussama Marnaoui (arabe : أسامة مرناوي), né le 16 juin 1999 à Kairouan, est un basketteur tunisien.

## Carrière
Formé à la Jeunesse sportive kairouanaise, il évolue au poste d'arrière ou d'ailier.
Il dispute la coupe du monde 2015 de basket-ball des moins de 16 ans avec l'équipe de Tunisie.
Le 15 août 2020, il perd la finale de la coupe de Tunisie contre l'Union sportive monastirienne (79-66) à la salle omnisports de Radès.
Entre lex 27 et 29 novembre 2020, il joue pour la première fois un match officiel pour l'équipe de Tunisie, soit les trois matchs de qualification pour le championnat d'Afrique 2021.
En mai 2021, il dispute la Ligue africaine avec l'Union sportive monastirienne, et joue 5,9 minutes en moyenne aux quatre matchs du tournoi.
Le 16 février 2022, il perd la finale du championnat arabe des nations contre le Liban (69-72) aux Émirats arabes unis.

## Clubs
- 2017-2018 : Victory Rock Blue Devils Preparatory School (école secondaire)
- 2018-2019 : Wesley Christian High School (école secondaire)
- 2019-2020 : Jeunesse sportive kairouanaise (Tunisie)
- 2020-2024 : Union sportive monastirienne (Tunisie)
- 2024-2025 : Jeunesse sportive kairouanaise (Tunisie)
- depuis 2025 : Club africain (Tunisie)

## Palmarès

### Clubs
- Champion de Tunisie : 2021, 2022, 2023, 2024
- Coupe de Tunisie : 2021, 2022, 2023
- Coupe de la Fédération : 2025
- Médaille d'argent à la Ligue africaine 2021 ( Rwanda)
- Médaille d'or à la Ligue africaine 2022 ( Rwanda)

### Sélection nationale

#### Championnat d'Afrique
- Médaille d'or au championnat d'Afrique 2021 (Rwanda)

#### Championnat arabe des nations
- Médaille d'argent au championnat arabe des nations 2022 (Émirats arabes unis) et 2025 (Bahreïn)
- Médaille de bronze au championnat arabe des nations 2023 ( Égypte)

## Distinctions personnelles
- Meilleure révélation du championnat de Tunisie lors de la saison 2019-2020
- Nommé dans le cinq majeur de la coupe du roi de Jordanie des nations 2021 (King's Cup)
- Meilleur arrière du championnat de Tunisie lors de la saison 2022-2023 et meilleur joueur de la finale
- Meilleur ailier du championnat de Tunisie lors de la saison 2023-2024 et meilleur joueur de la finale